# Franciszak Umiastouski
Franciszak Umiastouski, biał. Францішак Умястоўскі, ps. „Dziadźka Pranuk” (ur. 10 lutego 1882 w Wilnie, zm. w kwietniu lub maju 1940 w Katyniu) – białoruski prozaik, poeta, publicysta oraz działacz kulturalno-oświatowy i narodowy.

## Życiorys
Pochodził ze szlacheckiej rodziny komesów Pierzchała-Umiastowskich. Był synem Jana i Anny z Olechnowiczów, stryjecznym bratem Franciszka Alachnowicza. Kształcił się w II gimnazjum rosyjskim w Wilnie, które musiał opuścić, za udział w demonstracji przy odsłonięciu pomnika Michaiła Murawjowa „Wieszatiela”. Naukę kontynuował w mechaniczno-technicznej szkole średniej w Niżnym Nowogrodzie, z której także został zwolniony za udział w strajku. Maturę zdał w Carskim Siole w 1903 r. W 1914 r. ukończył studia na Wydziale Chemicznym Instytutu Technologicznego w Petersburgu. W okresie studiów zaangażował się w działalność w białoruskich narodowych organizacjach młodzieżowych. W latach 1902–1904 należał do nielegalnego Kręgu Białoruskiej Ludowej Oświaty i Kultury. W grudniu 1903 r. pod pseudonimem „Dziadźka Pranuk” został opublikowany jego pierwszy wiersz Wiecier. W 1905 r. przyjechał do Wilna, pełniącego wówczas centrum białoruskiego ruchu narodowego. W 1906 r. był współtwórcą gazety „Nasza dola”, której nakład często rekwirowano za zbytni radykalizm. W 1908 r. zamieszkał na wsi w guberni witebskiej. W latach 1908–1914 drukował po białorusku utwory literackie w gazecie „Nasza Niwa”. Napisał opowiadania Strach, U lesie, Doktar ad kautuna, Nie mużycki rozum, opiewające białoruską wieś i folklor. Tłumaczył na białoruski utwory m.in. Oscara Wilde’a.

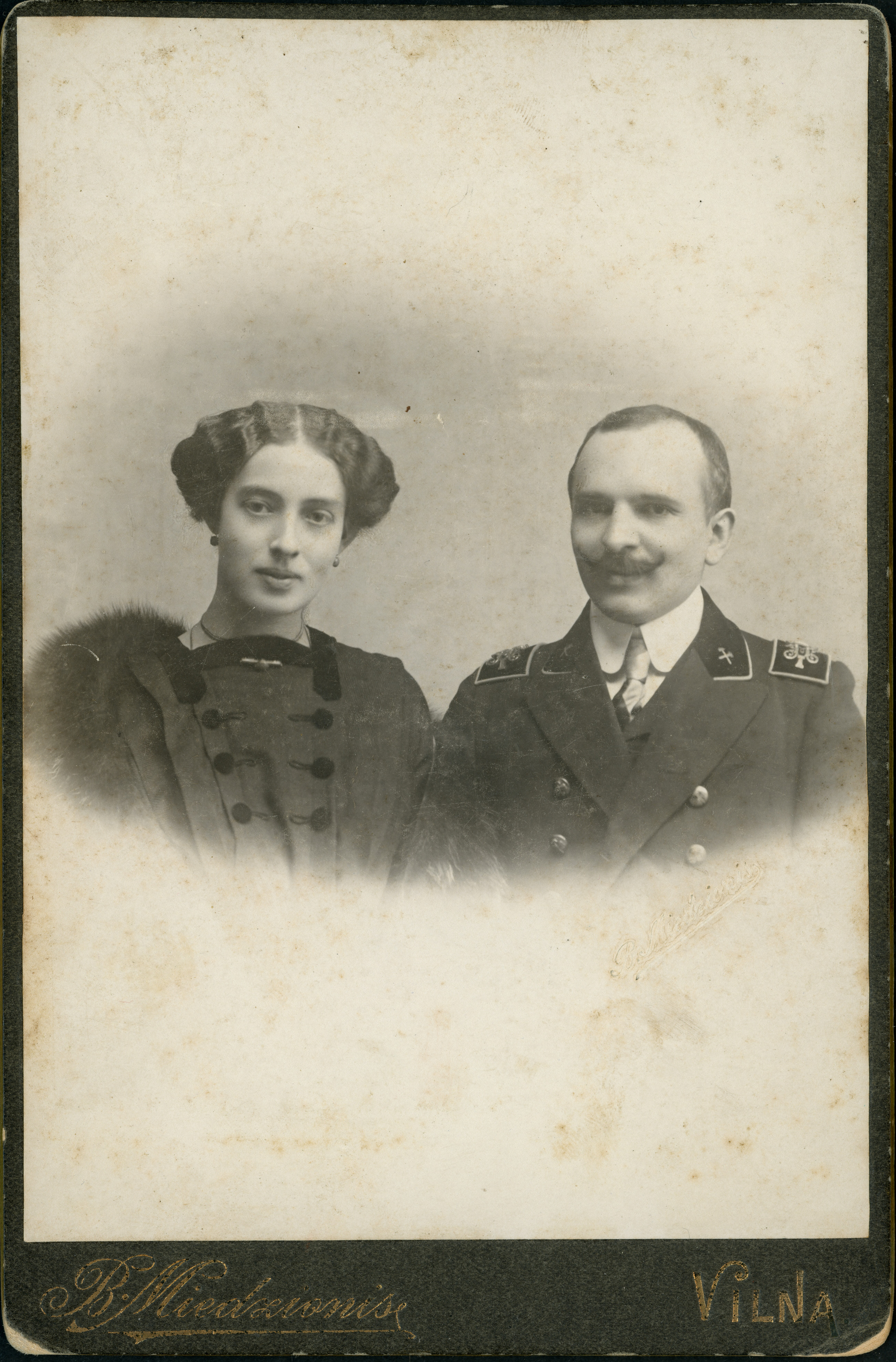
Helena i Franciszek Umiastowscy (Lata 10. XX wieku)

Po wybuchu I wojny światowej został zmobilizowany do carskiej armii. Podczas wojny polsko-bolszewickiej uczestniczył w organizowaniu białoruskich oddziałów wojskowych, które wspólnie z oddziałami polskimi miały walczyć przeciwko wojskom bolszewickim. Od września 1920 r. stał na czele Białoruskiej Komisji Wojskowej. Ponadto w latach 1919–1920 był przedstawicielem Centralnej Białoruskiej Rady Szkolnej w Wilnie. W 1921 r. na podstawie swoich doświadczeń z I wojny światowej napisał opowiadanie Stasia. W latach 1927–1928 wydawał gazetę „Biełaruski dzień” i czasopismo „Biełaruskaja kultura”. Był twórcą pro-polskiej tzw. grupy Umiastouskiego, która zakończyła działalność w 1930 r. W październiku 1927 r. współzakładał, a następnie został jednym z przywódców Białoruskiej Partii Narodowo-Radykalnej. Jesienią 1928 r. otrzymał posadę inspektora w Inspektoracie Pracy XII Okręgu w Wilnie. Zmobilizowany w 1939 r. do polskiego wojska, trafił 18 września do niewoli radzieckiej. Został osadzony w obozie dla internowanych w Kozielsku. Zamordowany wiosną 1940 r. w lesie pod Katyniem (patrz: Zbrodnia katyńska).

## Ordery i odznaczenia
- Srebrny Krzyż Zasługi (9 listopada 1931)[2]